# Joseph Cheeseman
Joseph James Cheeseman (ur. 1843 w Grand Bassa, zm. 1896) był dwunastym prezydentem Liberii, pełnił tę funkcję od 4 stycznia 1892 do 12 listopada 1896. 